# Æthelweard (East Anglia)

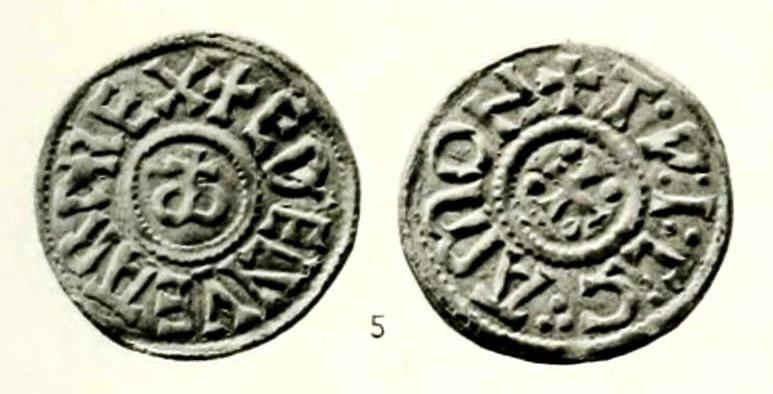
Münze Æthelweards

Æthelweard, auch: Ethelweard  oder Aethelweard, († unsicher: 855) war von 845 bis 855 König des angelsächsischen Königreichs East Anglia. Zu Æthelweards Leben sind keine zeitgenössischen Berichte überliefert. Er ist nur durch etwa 25 Münzen bekannt, die seinen Namen tragen. Er starb vermutlich im Jahr 855. Sein Nachfolger wurde Edmund der Märtyrer.